# Mordstein (Stünzel)
Der Mordstein zu Stünzel ist ein Sühnestein und eingetragenes Baudenkmal in der Ortslage Stünzel in Bad Berleburg, Nordrhein-Westfalen, der an die Ermordung eines Fuhrmanns im Jahre 1678 erinnern soll.

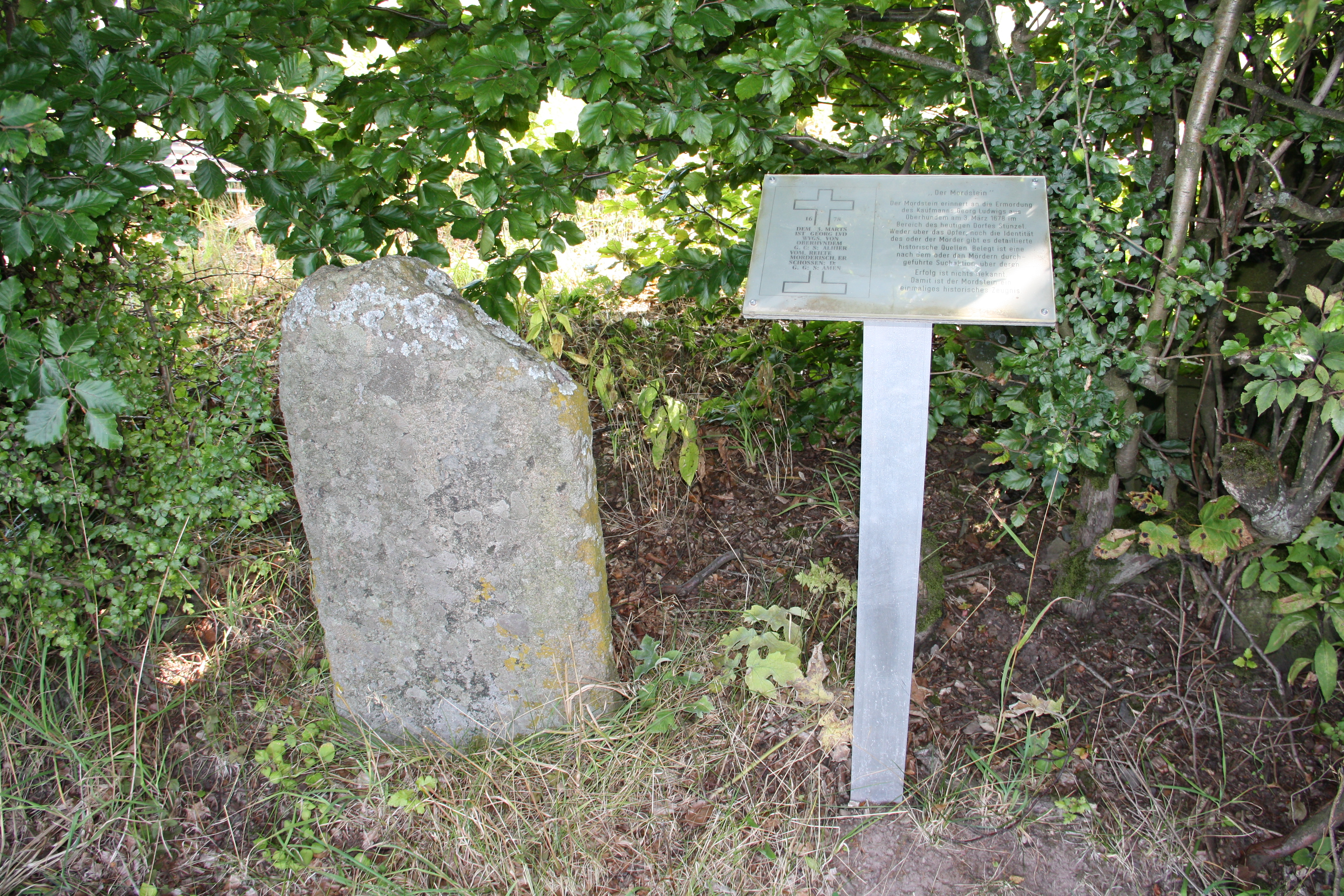
Mordstein zu Stünzel mit Erläuterungen auf einer Tafel.

Auf dem heute als Europäischer Fernwanderweg E 1 bekannten Höhenweg, der hier vom Schloss Wittgenstein in nordwestlicher Richtung zum Bad Berleburger Ortsteil Stünzel führt, befindet sich zwischen dem Festplatz für das alljährliche Tierschaufest und den ersten Häusern von Stünzel ein verwitterter Sandstein am rechten Wegesrand, teilweise umgeben von einer Buchenhecke. Gegenüber dem Denkmal mündet ein Waldweg, der aus Richtung Holzhausen zum Stünzel führt. Der Stein ist etwa 90 cm hoch; seine Inschrift ist heute nicht mehr lesbar. Offenbar hat man ihn vor der Gründung des Dorfes Stünzel gesetzt.
Zeitzeugen haben Anfang des 20. Jahrhunderts die Inschrift mit Kreide nachgezeichnet und weitgehend entziffert. Auf dem Sandstein befand sich ein eingemeißeltes hohes Kreuz mit der Jahreszahl 1678 unter seinem Querbalken. Darunter befand sich in Antiqua-Majuskeln folgende Mitteilung, soweit lesbar: „1678 – dem 13. Marts – Ist Georg Lud-wygs von – Oberhundem – G.C.S. alhier – vom Reilte..—morderisch er-schossen. D.- G.G.S.Amen“
Die Abkürzung DGGS wurde 1958 von Wilhelm Hartnack als Segensspruch „Durch Gottes Gnade Selig“ gedeutet. Eine frühere Deutung der mutmaßlichen vier Anfangsbuchstaben lautete: "Dem Gott Gnädig Sei".
Bereits einige Jahrzehnte später war von der Inschrift nichts mehr zu entziffern. Der Gedenkstein geriet derart in Vergessenheit, dass er später vom SGV mit einem Wegezeichen übermalt wurde.
Aus einer Akte des Fürstlich Wittgensteinischen Archivs aus dem gleichen Jahr 1678 ergibt sich ein indirekter Hinweis auf die Bluttat, als man die Verköstigung einiger Bürger beziffert, die sich an der Verfolgung der Täter beteiligten. Offenbar war die Nachsuche erfolglos, denn von einer Ermittlung oder sogar Verurteilung eines oder mehrerer Täter wurde nichts bekannt.
Die Nachsuche muss schon am Tag nach dem Tötungsdelikt stattgefunden haben. Wenn nun am Denkmal vom 13. März, im Archiv Wittgenstein aber vom 4. März die Rede ist, so kann es sich um einen Ablesefehler am Gedenkstein handeln. Wahrscheinlicher dürfte sein, dass einmal der frühere Julianische Kalender, in der anderen Aufzeichnung bereits der Gregorianische Kalender mit seiner 10-Tages-Differenz angewandt worden ist. Da der Gregorianische Kalender im protestantischen Wittgenstein um 1700 eingeführt wurde, könnte auch der Stein erst in dieser Zeit gesetzt worden sein.
Der Tatbestand hingegen scheint eindeutig zu sein: Am 3./13. März 1678, dem Sonntag Oculi wurde an dieser einsamen Stelle der Fuhrmann Georg Ludwigs aus Oberhundem von einem Manne, der entweder ein Reiter war oder so hieß, erschossen. Die Täternacheile fand demnach am 4./14. März 1678 statt.
Um 1900 bestand im Raum Stünzel die mündliche Überlieferung, dass ein Mann sein Pferd gegen das eines anderen tauschen wollte. Als dieser sich weigerte, soll er von seinem enttäuschten Gegenüber erschlagen oder erschossen worden sein. Der Mörder legte seinen Sattel und das Geschirr dem begehrten Pferd an und machte sich davon. Einer der beiden soll ein Fuhrmann gewesen sein.
Bei einer Anfrage aus dem Jahr 1921 teilte der zuständige Pfarrer aus Oberhundem mit, dass die dortigen Kirchenbücher nichts über den Vorfall aussagen. Der Pfarrer berichtete aber über die Aussage eines seiner Vorgänger, wonach dieser von seinen Vorfahren wusste, dass ein Fuhrmann aus dem Hause „Luiwes“(=Ludwigs) „beim Stünzel“ beraubt und ermordet worden sei.
Da der Sterbefall offenbar nicht in den Kirchenbüchern von Oberhundem Eingang gefunden hat, ist zu vermuten, dass die Leiche nicht nach dort geschafft, sondern an Ort und Stelle begraben worden sein dürfte, zumal auch die Kirchenbücher des damals nächstgelegenen Kirchortes Weidenhausen hierzu keinen Beleg liefern.
Letztlich bleiben bis heute die genauen Umstände dieses Tötungsdelikts aus dem 17. Jahrhundert im Dunkeln. Der „Mordstein“ wurde auf Vorschlag des Westfälischen Amtes für Denkmalpflege vom 28. November 1995 in die Liste der Baudenkmäler in Bad Berleburg eingetragen. Inzwischen wurde neben dem Stein auch eine Tafel mit Erläuterungen angebracht.